# Ново-Село-Пер'ясицько
45°15′ пн. ш. 15°28′ сх. д. / 45.25° пн. ш. 15.47° сх. д.
Ново-Село-Пер'ясицько (хорв. Novo Selo Perjasičko) — населений пункт у Хорватії, у Карловацькій жупанії у складі громади Барилович.

## Населення
Населення за даними перепису 2011 року становило 1 осіб.
Динаміка чисельності населення поселення: